# Ходжибагиян, Гамлет Георгиевич
Гамлет Георгиевич Ходжибагиян (16 августа 1950 — 6 июня 2025) — российский специалист высшей квалификации в области криогенной и ускорительной техники, главный инженер базовой установки Нуклотрон (2009—2014), кандидат физико-математических наук, директор по научной работе Лаборатории физики высоких энергий. Лауреат Премии правительства РФ в области науки и техники (2010), лауреат четырех первых премий ОИЯИ. Обладатель звания «Почётный сотрудник ОИЯИ». Организатор международных совещаний и конференций по криогенной технике и сверхпроводимости, автор и соавтор более 150 научных публикаций и двух изобретений.
Представил первый концептуальный проект комплекса Нуклотрон — технологии сверхпроводимости в создании крупномасштабных магнитных систем и является одним из его создателей, внёсшим ключевой вклад в его разработку, монтаж, испытания.
C 2010 года он руководил НИР и ОКР по созданию прототипов и полномасштабных сверхпроводящих магнитов для бустера и коллайдера проекта NICA, является соруководителем совместного проекта ОИЯИ/BMBF «Accelerator magnet R&D».
Умер 6 июня 2025 года в возрасте 74 лет.

## Награды
- Медаль ордена «За заслуги перед Отечеством» II степени (17 ноября 2022 года) — за вклад в развитие науки и многолетнюю добросовестную работу[4][5]
- Премия правительства РФ в области науки и техники (2010)
- Четыре премии ОИЯИ
- Звание «Почетный сотрудник ОИЯИ»[2]
- Знак «За заслуги перед Московской областью» III степени[6]
- Почетная грамота Министерства науки и высшего образования Российской Федерации[7]
- Премия «Вызов», российская национальная премия в области будущих технологий (2023) за разработку магнитов на основе высокотемпературного сверхпроводящего материала для сверхмощных хранилищ электроэнергии и исследований новой физики.